# توماس هوبوشان
توماس هوبوشان (انگلیسی: Tomáš Hubočan؛ زادهٔ ۱۷ سپتامبر ۱۹۸۵) بازیکن فوتبال اهل اسلواکی است.
از باشگاه‌هایی که در آن بازی کرده‌است می‌توان به باشگاه فوتبال دینامو مسکو، باشگاه فوتبال ترابزون‌اسپور، باشگاه فوتبال ژیلینا، باشگاه فوتبال المپیک مارسی، باشگاه فوتبال زنیت سن پترزبورگ، و باشگاه فوتبال اومانیا اشاره کرد.
وی همچنین در تیم ملی فوتبال اسلواکی بازی کرده‌است.